# Émeutes de 2007 à Villiers-le-Bel
Les émeutes de 2007 à Villiers-le-Bel désignent les violences urbaines survenues dans cette commune du Val-d'Oise, et propagées aux communes de Sarcelles et Garges-lès-Gonesse, entre le 25 novembre  et le 9 décembre 2007, consécutivement à la mort de deux adolescents montés sur une moto-cross, entrés en collision avec un véhicule de la Police nationale. La particularité de ces émeutes se traduit par l'utilisation, au cours d'embuscades violentes et planifiées, de projectiles incendiaires et d'armes à feu contre les unités de police constituées chargées de ramener l'ordre. Sur le seul périmètre du Val d'Oise, les Ministères de l'Intérieur et de la Justice faisaient état de 119 policiers blessés, dont 81 par des tirs de chevrotine, et parmi lesquels 5 l'étaient plus grièvement par des projectiles de plus gros calibre,,.
Ces émeutes ont été sanctionnées par la condamnation de quarante-huit émeutiers et de vingt-neuf individus reconnus coupables de tirs sur les policiers,. Sur la mort des deux adolescents, le conducteur du véhicule de police était condamné au chef d'homicide involontaire. Depuis ce drame, la question des prises en charge par les forces de l'ordre de deux-roues refusant d'obtempérer aux injonctions de s'arrêter soulève de nombreuses difficultés face au phénomène de rodéos urbains.

## Faits

### Un accident de la circulation
Le dimanche 25 novembre 2007, aux environs de 17h00, un équipage de police du commissariat de Sarcelles composé de trois gardiens de la paix et d'un adjoint de sécurité circule rue Louise-Michel, commune de Villiers-Le-Bel. Les policiers viennent porter assistance à un équipage de la brigade anti-criminalité en intervention. Alors que leur Renault Scenic sérigraphié atteint l'intersection de la rue des Neuf-Arpents, il entre en collision avec deux adolescents montés sur une moto-cross. La violence du choc est fatale aux deux jeunes hommes : Moushin Sehhouli et Laramy Samoura, âgés respectivement de quinze et seize ans.
Très rapidement, des attroupements hostiles se forment autour des policiers, lesquels abandonnent la scène sans effectuer de protection et de constatations. Avisé des faits alors qu'il n'est pas de service, seul le commissaire divisionnaire du commissariat de Sarcelles, Jean-François Illy, est présent sur les lieux avec les secours dans un esprit d'apaisement. Mais ce dernier est pris à partie par une trentaine de jeunes individus séditieux et victime d'une tentative de lynchage ; son véhicule personnel est détruit : c'est le début d'une violente émeute.

### Une violente émeute de quinze jours
Un attroupement se forme rapidement aux abords des lieux de l'accident et la nouvelle du drame se propage rapidement. Des scènes de pillages et de violences urbaines éclatent pendant trois nuits. La bibliothèque municipale et l'école Louis-Jouvet sont détruites par des incendies criminels. De très nombreux incendies de véhicules sont déclenchés volontairement, les postes de police de Villiers-Le-Bel, de Sarcelles, de Garges les Gonesse et de Arnouville-Lès-Gonesse sont attaqués, et les diverses unités de police constituées déployées sur le secteur sont victimes de jets de projectiles parfois incendiaires, et ciblées directement par des tirs d'armes à feu.
Agissant de manière concertée, planifiant de véritables guet-apens, des petits groupes mobiles attaquent commerces, passants et automobilistes. Les services de secours, les élus, les journalistes font l'objet d'agressions violentes.
Un bilan de la Direction départementale de la Sécurité Publique du Val d'Oise fait état d'au moins quatre-vingt-un policiers blessés, dont cinq grièvement,, sans qu'aucun tir de riposte n'ait été engagé. La communauté d’agglomération de Val de France confirme un bilan de deux millions d’euros de dégâts et quarante-neuf commerçants sinistrés pour la seule commune de Villiers-Le-Bel. Le bilan est beaucoup plus lourd pour la ville de Garges-lès-Gonesse.

## Enquête et expertises

### Concernant l'accident
Parallèlement à l'ouverture d'une enquête administrative diligentée par l'inspection générale de la police nationale, une enquête préliminaire mettant en cause les policiers est ouverte aux chefs d'homicides involontaires et non assistance à personne en danger.
D'une part, il est établi que les deux adolescents circulaient sans être porteurs de casques sur un engin non homologué, une Kawasaki KX de 80 cm3 ne répondant pas aux critères de sécurité suffisants pour être autorisé sur la voie publique ; l'engin était également mal entretenu : système de freinage et pneumatiques hors d'état, défaut d'éclairage. L'expertise démontre que le pilote de l'engin circulait à une vitesse de 66 km/h et n'a pas respecté la priorité à droite revenant au véhicule de police.
D'autre part, il est établi que le véhicule de police circulait à 64 km/h avant l'impact, au-delà de la vitesse autorisée et sans usage des avertisseurs sonores et lumineux comme il est d'usage pour les véhicules prioritaires en intervention. Il n'a pu être établi si la voiture de police a été ou non déplacée ou a fait l'objet de dégradations après l'accident. Selon une vidéo amateur tournée sur les lieux du drame, la voiture n'a pas été vandalisée après le choc .
À la suite du choc, deux camions du SMUR de Gonesse arrivent sur les lieux. Le médecin du SMUR constate que les adolescents sont en arrêt cardio-respiratoire, et qu'aucun périmètre de sécurité autour de la zone de l'accident n'a été établi par la police. Les policiers primo-intervenants font face à une foule hostile qui impute ostensiblement leur responsabilité dans l'accident. Après avoir avisé leur hiérarchie, faute de pouvoir maintenir la scène en toute sérénité, ils quittent les lieux précipitamment. Cette fuite interprétée comme une non-assistance à personne en danger se sanctionne par un non-lieu à l'instruction.

### Concernant les violences urbaines
Le lundi 18 février 2008, une opération de police de grande envergure mobilise un millier de policiers des services spécialisés (RAID, OCLCO, PJ, CRS) dans le but d'interpeller trente-huit individus suspectés d'avoir participé aux émeutes. Trente-trois personnes sont arrêtées à leurs domiciles, essentiellement sur les communes de Villiers-Le-Bel, Sarcelles et Garges-lès-Gonesse. Dix d'entre elles sont mises en examen.

## Réactions politiques et médiatiques
Nicolas Sarkozy estime lors des rencontres police-gendarmerie du 29 novembre 2007, que « ce qui s’est passé à Villiers-le-Bel n’a rien à voir avec une crise sociale, ça a tout à voir avec la voyoucratie »,. Le sociologue Laurent Mucchielli rejette pour sa part cette explication, en se  basant sur les conditions de vies misérables des jeunes des cités des trois villes, constamment confrontés à une extrême violence quotidienne, surtout dans des quartiers aussi sensibles, vivant dans des bâtiments insalubres, les problèmes familiaux et sociaux liés à la pauvreté, le manque d'investissement et de moyen de la part de l’État pour ces jeunes et surtout la  stigmatisation et l'image de l'opinion publique des habitants  par une société qui n'a jamais eu le courage de voir cette jeunesse en face et la pression policière allant largement au delà des limites dans ces lieux particuliers.
Ali Soumaré fut porte-parole des familles et des quartiers lors de ces émeutes.
Une récompense a été promise à tout témoin majeur qui apporterait des éléments importants d'enquête.
Dans la vidéo « Souriez vous êtes Villiers », Yassine Belattar, animateur à la radio et la télévision, promet dans un film documentaire au cinéma et produit par Luc Besson, de dénoncer les débordements et les excès des médias par la seule et unique recherche du sensationnel ainsi que certaines pratiques de journalistes « venu proposer 100 ou 150 euros pour mettre une cagoule et faire l'émeutier ». Le magazine Paris Match se voit reprocher par le tribunal correctionnel de Pontoise la publication de photos d'arrestations, notamment celle d'un jeune homme au visage flouté et menotté par des policiers à son domicile.
Un an après, la ville reste fortement marquée par cet épisode et imprégnée d'une image à connotation négative. La ville de Garges-lès-Gonesse, a été fortement touché par les violences et en garde encore les stigmates, tandis que la situation a empiré dans certains de ses quartiers depuis ces évènements . Il est prévu d'implanter une Unité Territoriale de Quartier en 2009. Le 15 mars 2009, Frédéric Lagache, secrétaire national d'Alliance Police nationale, second syndicat policier fait la déclaration suivante : « La violence monte crescendo depuis Villiers-le-Bel et les événements en outre-mer. On n'hésite pas à tirer sur des policiers. Si on ne sanctionne pas plus durement les agresseurs de nos collègues, nous allons à la catastrophe et on ne s'en sortira pas. »

## Suites judiciaires

### Condamnation d'un policier
La procédure aboutit en 2009 à un non-lieu prononcé en première instance par le tribunal correctionnel de Pontoise, soulignant les "fautes graves" commises par le pilote de la mini-moto et considérant que le conducteur du véhicule de police a pu être valablement surpris. En 2010, la cour d'appel de Versailles ordonnait un supplément d'information et renvoyait le conducteur du véhicule de police devant le tribunal. Une expertise mettait en évidence le non-respect de la limitation de vitesse incombant au véhicule de police, qui n'était pas en intervention urgente, ce qui ne concordait pas aux déclarations du conducteur, qui affirmait rouler à moins de 50km/h. Le 13 septembre 2013, le gardien de la paix mis en examen était condamné à six mois de prison avec sursis pour homicide involontaire par manque de prudence. Aucun appel de cette peine n'étant formulée, elle devenait définitive.

### Condamnations de vingt émeutiers
En juillet 2009, le tribunal correctionnel de Pontoise condamne dix mis en cause pour les violences volontaires commises avec armes par destination pendant les émeutes sur les forces de l'ordre, à des peines allant de 12 mois de prison avec sursis à trois ans de prison ferme. Elle délivre six mandats de dépôt à l'énoncé du verdict.

### Condamnations de onze  tireurs
En octobre 2011, la cour d'assises des Hauts-de-Seine jugeait en appel quatre individus mis en cause dans les tentatives d'homicides volontaires avec arme à feu sur des fonctionnaires de police pendant les émeutes. Elle procédait à deux acquittements et condamnait trois émeutiers à des peines de trois à quinze ans de réclusion criminelle. L'enquête diligentée sur la base de trois témoignages sous X soulevait des interrogations, d'autant qu'en septembre 2010, un témoin à charge se rétractait, indiquant avoir menti pour recevoir une récompense promise par la police,,,.